# Blackpool F.C.
Câu lạc bộ bóng đá Blackpool (Tiếng Anh: Blackpool Football Club hay Blackpool F.C.) là một câu lạc bộ bóng đá chuyên nghiệp của Anh, có trụ sở tại quận Blackpool, Lancashire, hiện đang chơi tại EFL League One, hạng đấu thứ 3 của bóng đá Anh.

## Danh hiệu
- Football League Second Division / Football League Championship
  - Vô địch: 1929–30
  - Thăng hạng: 1936–37, 1969–70
  - Thắng Play-off: 2010
- Football League Third Division / Football League One
  - Thắng Play-off: 2007, 2021
- Football League Fourth Division / Football League Two
  - Thăng hạng: 1984–85
  - Thắng Play-off: 1992, 2001, 2017
- FA Cup
  - Vô địch: 1952–53

## Đội hình hiện tại
Tính đến 3 tháng 10 năm 2024
Ghi chú: Đội hình đội 1 của các câu lạc bộ EFL chỉ có giới hạn 22 cầu thủ (21 tuổi hoặc cao hơn). Không có giới hạn về số lượng cầu thủ từ 20 tuổi trở xuống vào ngày 1 tháng 1 năm 2022 mà câu lạc bộ có thể sử dụng.
Ghi chú: Quốc kỳ chỉ đội tuyển quốc gia được xác định rõ trong điều lệ tư cách FIFA. Các cầu thủ có thể giữ hơn một quốc tịch ngoài FIFA.
| Số | VT | Quốc gia         | Cầu thủ                                  |
| -- | -- | ---------------- | ---------------------------------------- |
| 1  | TM | Anh              | Richard O'Donnell                        |
| 2  | HV | Cộng hòa Ireland | Andy Lyons                               |
| 3  | HV | Anh              | James Husband (đội trưởng)               |
| 4  | HV | Anh              | Jordan Gabriel                           |
| 5  | HV | Anh              | Matthew Pennington                       |
| 6  | TV | Grenada          | Oliver Norburn                           |
| 7  | TV | Wales            | Lee Evans                                |
| 8  | TV | Anh              | Albie Morgan                             |
| 9  | TĐ | Scotland         | Kyle Joseph                              |
| 10 | TV | Anh              | Sonny Carey                              |
| 11 | TĐ | Anh              | Ashley Fletcher                          |
| 12 | HV | Indonesia        | Elkan Baggott (cho mượn từ Ipswich Town) |
| 13 | TM | Anh              | Mackenzie Chapman                        |
| 14 | TV | Anh              | Elliot Embleton                          |
| 15 | HV | Anh              | Hayden Coulson                           |

| Số | VT | Quốc gia         | Cầu thủ                                             |
| -- | -- | ---------------- | --------------------------------------------------- |
| 16 | TĐ | Scotland         | Jordan Rhodes                                       |
| 17 | TV | Anh              | Josh Onomah                                         |
| 18 | TĐ | Anh              | Jake Beesley                                        |
| 19 | TĐ | Anh              | Dom Ballard (cho mượn từ Southampton)               |
| 20 | HV | Anh              | Oliver Casey                                        |
| 22 | TV | Cộng hòa Ireland | CJ Hamilton                                         |
| 23 | HV | Anh              | Dominic Thompson                                    |
| 24 | HV | Anh              | Odeluga Offiah (cho mượn từ Brighton & Hove Albion) |
| 25 | TV | Scotland         | Rob Apter                                           |
| 26 | HV | Wales            | Zac Ashworth                                        |
| 28 | TV | Anh              | Ryan Finnigan                                       |
| 30 | TM | Anh              | Harry Tyrer (cho mượn từ Everton)                   |
| 40 | TV | Anh              | Theo Upton                                          |
| 41 | TĐ | Anh              | Terry Bondo                                         |
| 42 | TV | Anh              | Spencer Knight                                      |

## Cho mượn
Ghi chú: Quốc kỳ chỉ đội tuyển quốc gia được xác định rõ trong điều lệ tư cách FIFA. Các cầu thủ có thể giữ hơn một quốc tịch ngoài FIFA.
| Số | VT | Quốc gia | Cầu thủ                             |
| -- | -- | -------- | ----------------------------------- |
| 27 | TĐ | Anh      | Kylian Kouassi (tới Salford City)   |
| 34 | HV | Anh      | Dan Sassi (tới Rochdale)            |
| 39 | HV | Anh      | Alex Lankshear (tới Welling United) |

| Số | VT | Quốc gia | Cầu thủ                               |
| -- | -- | -------- | ------------------------------------- |
| 43 | TĐ | Anh      | Jake Daniels (tới Warrington Rylands) |
| —  | HV | Anh      | Kwaku Donkor (tới Welling United)     |
| —  | HV | Anh      | Jack Moore (tới Chorley)              |